# Acord d'Atoka
L'acord d'Atoka és un document signat pels representants de la Nació Choctaw d'Oklahoma i de la Nació Chickasaw amb membres de la Comissió Dawes el 23 d'abril de 1897 a Atoka, Territori Indi, ara Atoka (Oklahoma), que preveia la parcel·lació de les terres choctaw i chickasaw al Territori Indi per a persones individuals. Les disposicions d'aquest acord més tard es van incorporar a la Llei de Curtis de 1898.
L'acord també va reservar les "terres de carbó i asfalt" del procés d'adjudicació. Aquestes terres havien de ser venudes o arrendades i el producte utilitzat per al benefici de les dues tribus.
En virtut d'aquest acord, els governs tribals van ser terminades el 4 de març de 1906.
Les dues tribus van ratificar el document el novembre del 1897. Però la llei chickasaw requereix que es presenti als votants de la Nació Chickasaw, que la van rebutjar. La Llei de Curtis requereix que l'acord d'Atoka es torni a presentar als votants d'ambdues nacions. L'acord va ser aprovat en una elecció conjunta el 24 d'agost de 1898.